# Ralph Jessen

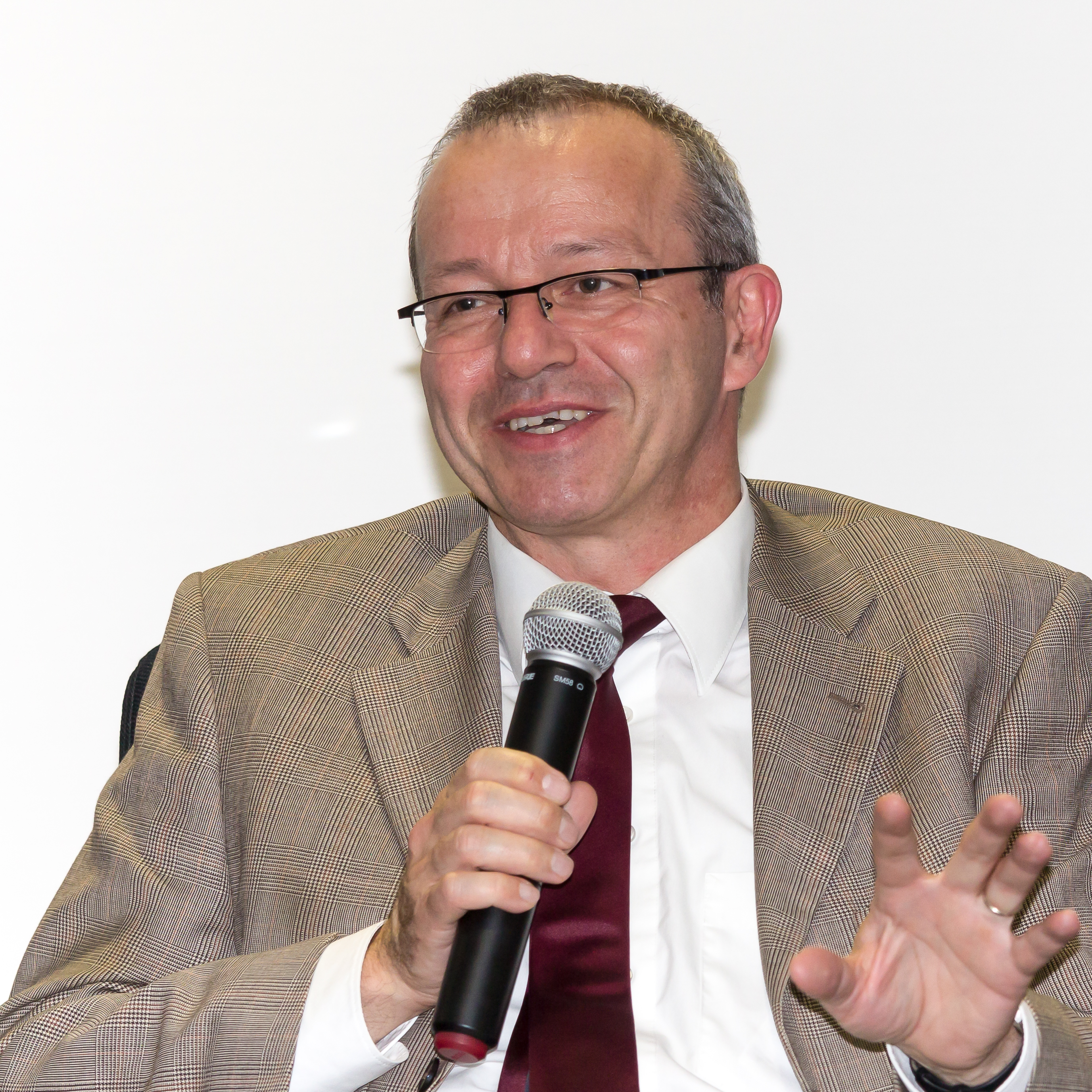
Ralph Jessen, 2014

Ralph Jessen (* 20. Februar 1956 in Schwerin) ist ein deutscher Historiker und Hochschullehrer.

## Leben
Ralph Jessen studierte Sozialwissenschaften und Geschichte an den Universitäten Münster und Bielefeld, wo er 1984 das Erste Staatsexamen für das Lehramt ablegte und 1989 promoviert wurde. An der FU Berlin arbeitete er am Fachbereich Geschichtswissenschaft und wurde 1998 habilitiert. Von 1999 bis 2001 war er als Gastprofessor an der TU Berlin tätig, im Jahr 2002 nahm er einen Ruf auf eine Professur für Neuere Geschichte an der Universität Köln an. 2007/08 war er Visiting Fellow am St Antony’s College, Oxford.
Seit 2009 ist er Mitglied im Vorstand der Bundesstiftung zur Aufarbeitung der SED-Diktatur.
Jessen arbeitet vornehmlich zur deutschen Sozial- und Kulturgeschichte des 19. und 20. Jahrhunderts.

## Schriften (Auswahl)

### Monografien
- Polizei im Industrierevier. Modernisierung und Herrschaftspraxis im westfälischen Ruhrgebiet 1848–1914. Vandenhoeck und Ruprecht, Göttingen 1991.
- Akademische Elite und kommunistische Diktatur. Die ostdeutsche Hochschullehrerschaft in der Ulbricht-Ära. Vandenhoeck und Ruprecht, Göttingen 1999.

### Herausgeber
- mit Richard Bessel: Die Grenzen der Diktatur. Staat und Gesellschaft in der DDR. Vandenhoeck und Ruprecht, Göttingen 1996.
- mit Jakob Vogel: Wissenschaft und Nation in der Europäischen Geschichte. Campus, Frankfurt am Main 2002.
- mit Martin Sabrow und Klaus Große Kracht: Zeitgeschichte als Streitgeschichte. Große Kontroversen seit 1945. Beck, München 2003.
- mit Jürgen John: Wissenschaft und Universitäten im geteilten Deutschland der 1960er Jahre (= Jahrbuch für Universitätsgeschichte. Band 8). Steiner, Stuttgart 2005.
- mit Hedwig Richter: Voting for Hitler and Stalin. Elections Under 20th Century Dictatorships. Campus, Frankfurt am Main 2011.
- Konkurrenz in der Geschichte. Praktiken – Werte – Institutionalisierungen. Campus, Frankfurt am Main 2014.

### Essays
- Diktatorischer Elitewechsel und universitäre Milieus. Hochschullehrer in der SBZ/DDR (1945–1967), in: Geschichte und Gesellschaft 24 (1998), S. 24–54.
- Zwischen diktatorischer Kontrolle und Kollaboration: Die Universitäten in der SBZ/DDR, in: John Connelly, Michael Grüttner (Hrsg.), Zwischen Autonomie und Anpassung. Universitäten in den Diktaturen des 20. Jahrhunderts, Paderborn: Schöningh, 2003, S. 229–263.
- Alles schon erforscht? Beobachtungen zur zeithistorischen DDR-Forschung der letzten 20 Jahre, in: Deutschland-Archiv 43 (2010), H. 6, S. 1052–1064.
- mit Hedwig Richter: Elections, Plebiscites, and Festivals, in: Robert Gellately (Hrsg.): The Oxford illustrated history of the Third Reich, Oxford 2018, S. 85–117.